# RTOP–42 Dubrovnik
Az RTOP–42 Dubrovnik (ex. FNS 63 Kotka) a Horvát Haditengerészet Helsinki osztályú rakétás gyorsnaszádja. 1986-ban építették Finnországban. 2009-ben állították szolgálatba Horvátországban.
A hajó építését a Helsinki osztály utolsó, negyedik tagjaként 1983-ban kezdte el a Wärtsilä hajógyár Helsinkiben. 1986. június 16-án állították szolgálatba a Finn Haditengerészetnél 63-as hadrendi jelzéssel és Kotka néven. A hajó fő fegyverzetét a svéd RBS–15 hajók elleni robotrepülőgép alkotta. 2005-ig állt szolgálatban Finnországban.  A hajót a finn Patria páncélozott szállító harcjárművek horvátországi beszerzéséről kötött megállapodáshoz kapcsolódó kísérő üzletként, jelképes áron 9 millió eurós áron az FNS 62 Oulu hajóval együtt, rakétafegyverzet nélkül eladták Horvátországnak. A hajókon használt robotrepülőgépeket Horvátország már az 1990-es évek közepén rendszeresítette a flottájánál. A hajót 2009. február 26-án állították szolgálatba a Horvát Haditengerészetnél 41-es hadrendi jelzéssel és Dubrovnik néven.  (Ezt a nevet 2008-ig a Horvát Haditengerészet szovjet gyártmányú, 205-ös típusú rakétás gyorsnaszádja viselte.) Honi kikötője a Lora haditengerészeti bázis Splitben.